# Европеада
Европеада — чемпионат Европы по футболу среди национальных объединений. Проводится под эгидой Федерального союза европейских наций (FUEN) раз в 4 года, параллельно с чемпионатом Европы по футболу.

## Европеада 2008
Проводилась в Швейцарии, округ Сурсельва (округ). В соревновании участвовало 17 команд Победитель — сборная Южного Тироля. От России выступала сборная карачаевцев «Эльбрусоид».

## Европеада 2012
Проводилась в Лужице, Германия. Участвовало 19 команд из 13 стран. Победитель — мужская и женская сборные Южного Тироля. От России в турнире участвовала мужская сборная российских немцев

## Европеада 2016
Проводилась в коммуне Брунико, Южный Тироль, Италия. Победитель — сборная Южного Тироля. От России участвовали мужская и женская сборные российских немцев «RusDeutsch», которые заняли пятое и третье места.
- Мужская сборная (5-е место)[7]:
  - Игроки: Алихан Байцаев (Владикавказ), Андрей Буллер (Красноярский край), Алексей Вигул (Красноярск), Иван Вигул (Красноярск), Артём Гафнер (Челябинская область), Александр Генце (Омск), Владимир Гердт (Краснодар), Илья Гердт (Ярославль), Герман Дарков (Краснодар), Тимур Дзебисов (Москва), Денис Дмитрович (Московская область), Юрий Литке (Омск), Сергей Панюгов (Казань), Роман Репп (Омск), Константин Такоев (Владикавказ), Давид Тогоев (Владикавказ), Владислав Ценглер (Красноярский край), Николай Шарлапов (Краснодар), Артур Шлеермахер (Омск), Андрей Шрейнер (Новосибирск), Илья Штейн (Томск), Пётр Янзин (Владивосток).
  - Тренерский штаб: Андрей Ротермель (главный тренер), Владимир Швед, Алексей Землянюхин (помощники тренера), Наталья Альтнер, Александр Ротермель, Роберт Липский, Павел Эккерт, Олег Штралер, Генрих Мартенс, Ольга Мартенс (члены делегации).
- Женская сборная (3-е место)[8]:
  - Игроки: Алина Вяткина (Пермь), Ангелина Гримберг (Кемерово), Анастасия Диюн (Красноярск), Альбина Иккерт (Кемерово), Анжелика Ирикина (Омск), Наталья Кельблер (Ставрополь), Анастасия Козлова (Пермь), Виктория Козлова (Красноярск), Екатерина Козлова (Пермь), Елена Муравьёва (Омск), Ольга Мухина (Маркс), Кристина Нургалиева (Омск), Мария Ольденбургер (Москва), Диана Онянова (Пермь), Алёна Трушкина (Красноярск), Екатерина Тюнина (Саратовская область), Ольга Кушнир (Маркс), Кристина Кудрина (Маркс).
  - Тренерский штаб: Ирина Пинчук, Евгения Иванова, Екатерина Листарова, Ирина Молчанова, Арнольд Райник, Елена Гейдт, Ирма Беленина, Фаина Глазунова, Игорь Иванусенко (врач), Нина Лохтачева.

## Европеада 2021
Запланированная на 2020 г. Европеада в Каринтии, Словения, перенесена на 2021 г..